# Gare de Keisei Funabashi
La gare de Keisei Funabashi (京成船橋駅, Keisei-Funabashi-eki) est une gare ferroviaire située à Funabashi, dans la préfecture de Chiba au Japon. Cette gare est exploitée par la compagnie Keisei.

## Situation ferroviaire
La gare de Keisei Funabashi est située au point kilométrique (PK) 25,1 de la ligne principale Keisei.

## Historique
La gare a été inaugurée le 30 décembre 1916 sous le nom de gare de Funabashi. La gare est renommée Keisei Funabashi en 1931.

## Service des voyageurs

### Accueil
La gare dispose d'un bâtiment voyageurs, avec guichets, ouvert tous les jours.

### Desserte
- Ligne principale Keisei :

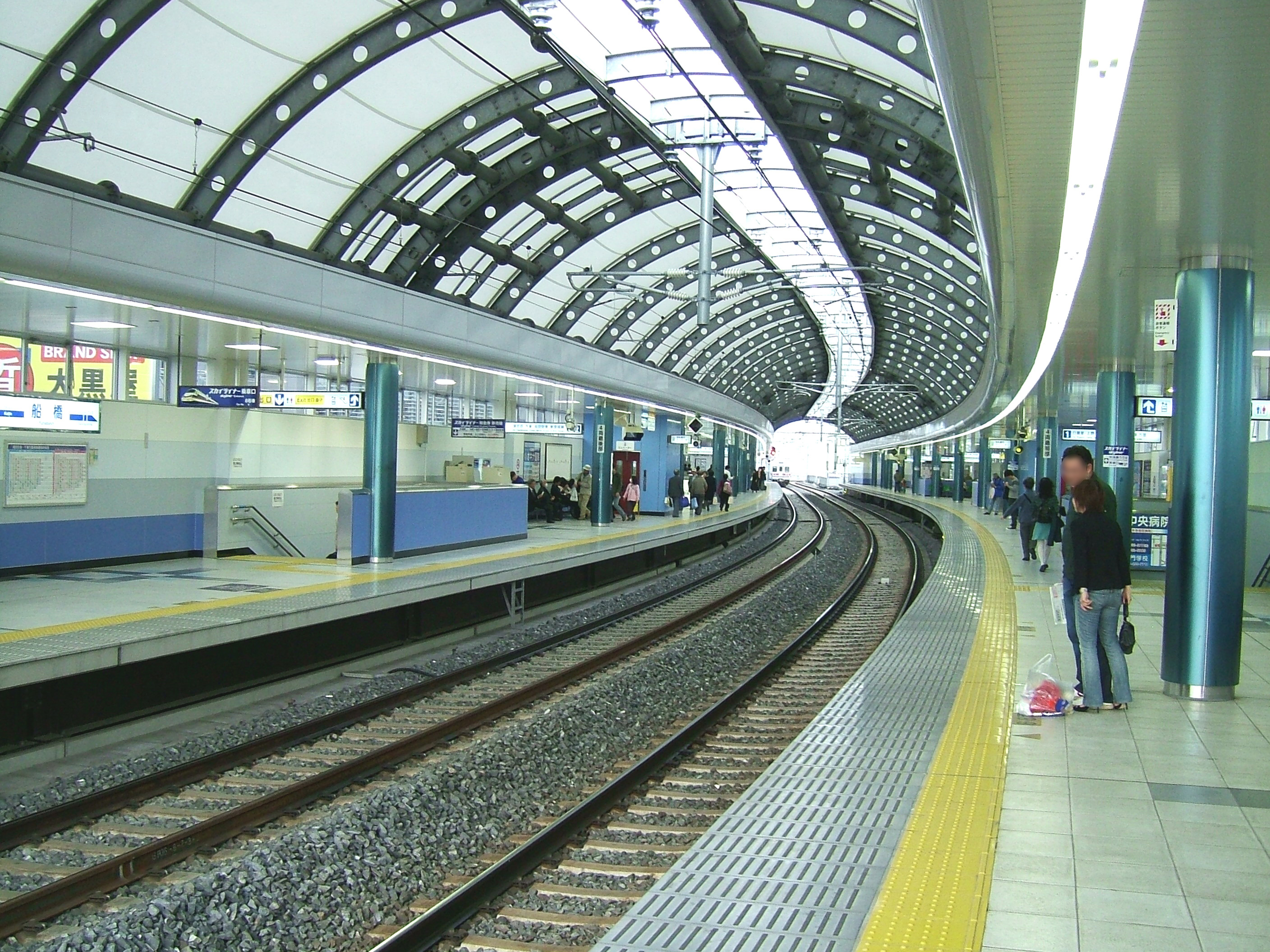
Quais de la gare

  - voie 1 : direction Aoto (interconnexion avec la ligne Keisei Oshiage pour Oshiage) et Keisei Ueno
  - voie 2 : direction aéroport de Narita

### Intermodalité
La gare de Funabashi (lignes Chūō-Sōbu, Sōbu et Tōbu Urban Park) est situé à 50 mètres au nord.